# Aditi Gupta
Aditi Gupta é uma autora indiana e cofundadora da Menstrupedia Comic. Ela e seu marido co-fundaram a Menstrupedia Comic em 2012. Em 2014, ela foi nomeada na lista 30 Under 30 2014 da Forbes India.

## Primeiros anos
Aditi Gupta nasceu em Garhwa em Jharkhand, Índia, sendo graduada em engenharia e pós-graduada em New Media Design pelo National Institute of Design de Ahmedabad. Ela começou a menstruar aos 12 anos, mas só aprendeu sobre a menstruação quando foi ensinada sobre ela na aula 9, aos 15 anos. Na infância, quando menstruava, não era permitido tocar em um local de culto , ou sentar na cama de outras pessoas. Ela teve que lavar e secar suas roupas separadamente. Ela não tinha permissão para usar os absorventes higiênicos disponíveis no mercado, pois comprá-los "colocaria em risco a dignidade da família". Ela comprou seu primeiro absorvente higiênico aos 15 anos. Aditi conheceu seu marido, Tuhin Paul, no Instituto Nacional de Design, onde os dois trabalharam juntos em vários projetos. Eles descobriram uma grave falta de consciência sobre a menstruação, mesmo entre as pessoas mais educadas, e que muitos ainda acreditavam e seguiam os mitos menstruais.

## Carreira
A falta de conscientização e educação sobre menstruação a motivou a realizar pesquisas sobre o assunto por um ano. Ela reuniu informações de médicos e meninas que lhe deram a ideia de começar uma história em quadrinhos com três meninas e um médico como personagens principais. Ela colocou os quadrinhos em um site. Em novembro de 2012, Gupta e seu marido Paul iniciaram a Menstrupedia para divulgar mais conhecimento e consciência sobre o assunto. Ele começou originalmente como um projeto de tese enquanto eles estavam no National Institute of Design, Ahmedabad. O site se tornou uma plataforma "fornecendo informações sobre puberdade e sexualidade para pré-adolescentes e adolescentes".
Menstrupedia fornece um guia amigável para menstruação, higiene e puberdade e ajuda a quebrar mitos a eles associados. O objetivo do site é apresentar essas informações de uma forma culturalmente sensível e de fácil compreensão por meio de mídia digital. O site contém vários quadrinhos, blogs, seção de perguntas e respostas e uma seção de aprendizado. Os quadrinhos estão disponíveis em quatorze idiomas e foram utilizados em mais de 18 países. Gupta preparou os materiais usados em escolas em cinco estados do norte da Índia atualmente. Gupta distribuiu esses quadrinhos, em escolas de Mehsana, Gandhinagar, Ahmedabad e Ranchi, onde as meninas, seus pais e professores gostavam muito deles. Menstrupedia iniciou várias campanhas em colaboração com Whisper India, como o movimento Touch the Pickle em colaboração com muitas atrizes como Shraddha Kapoor, Parineeti Chopra, Kalki Koechlin, Neha Dhupia, Mandira Bedi entre outros. Ela foi listada na Forbes India U-30.

## Recepção crítica
O trabalho de Aditi foi inicialmente criticado por discutir um assunto tabu. No entanto, foi recebido positivamente pela maioria online e pela mídia. A menstrupédia recebe cem visitantes por mês. Suas histórias em quadrinhos foram usadas por ONGs como Protsahan, Munshi Jagannath Bhagwan Smriti Sansthan, Instincts, Kanha, juntamente com dois mosteiros budistas em Ladakh. Ela recebeu críticas de um líder religioso hindu dizendo: "Eles podem estar indo bem, mas não sabem nada sobre religião".